# Список музеїв Білорусі
|  | Службовий список статей, створений для координації робіт з розвитку теми. Це попередження не встановлюється на інформаційні списки і глосарії. |

Музеї Білорусі — музеї, що діють і розташовуються на території Республіки Білорусь.

## Список
- Білоруський державний музей історії Великої Вітчизняної війни
- Національний художній музей Білорусі
- Національний історичний музей Білорусі
- Білоруський державний музей природи та екології
- Берестейський залізничний музей
- Берестейський археологічний музей
- Палац Румянцевих і Паскевичів
- Літературний музей Максима Богдановича
- Вітебський музей Марка Шагала
- Музей древньобілоруської культури
- Кам'янецька вежа
- Білоруський віртуальний музей радянських репресій
- Вітебський музей сучасного мистецтва
- Вітебський обласний краєзнавчий музей